# Método racional (hidrología)
El método racional se utiliza en hidrología para determinar el Caudal Instantáneo Máximo de descarga de una cuenca hidrográfica.
La fórmula básica del método racional es:
| Símbolo           | Nombre | Unidad |
| ----------------- | --- | ------ |
| {\displaystyle Q} | Caudal máximo | m3 / s |
| {\displaystyle C} | Coeficiente de escurrimiento (o coeficiente de escorrentía) ver tabla con valores numéricos en ese artículo principal |        |
| {\displaystyle i} | Intensidad de la precipitación concentrada en un período igual al tiempo de concentración tc                          | m / s  |
| {\displaystyle A} | Área de la cuenca hidrográfica                                                                                        | m2     |

| Símbolo               | Nombre                                                                                       | Unidad |
| --------------------- | -------------------------------------------------------------------------------------------- | ------ |
| {\displaystyle i_{c}} | Intensidad de la precipitación concentrada en un período igual al tiempo de concentración tc |        |
| {\displaystyle i}     | Intensidad de la precipitación                                                               | m / s  |
| {\displaystyle t_{c}} | Tiempo de concentración                                                                      | s      |
| {\displaystyle t_{i}} | Tiempo durante el que se midió la Intensidad de la precipitación                             | s      |

Esta fórmula empírica, por su simplicidad, es aun utilizada para el cálculo de alcantarillas, galerías de aguas pluviales, estructuras de drenaje de pequeñas áreas, a pesar de presentar algunos inconvenientes, superados por procedimientos de cálculo más complejos. También se usa en ingeniería de carreteras para el cálculo de caudales vertientes de la cuenca a la carretera, y así poder dimensionar las obras de drenaje necesarias, siempre que la cuenca vertiente tenga un tiempo de concentración no superior a 6 horas.